# Polnische Eishockeyliga 1953/54
Die Saison 1953/54 war die 19. Austragung der polnischen Eishockeymeisterschaft. Meister wurde zum insgesamt fünften Mal in der Vereinsgeschichte Legia Warszawa.

## Modus
Die Meisterschaft wurde zunächst in der Hauptrunde in zwei regionale Gruppen aufgeteilt. Die beiden Erstplatzierten jeder Gruppe qualifizierten sich für die Finalrunde. Der Erstplatzierte der Finalrunde wurde Meister. Die Mannschaften auf den Plätzen 3 und 4 der beiden Hauptrundengruppen bestritten eine Platzierungsrunde um Platz 5. Für einen Sieg erhielt jede Mannschaft zwei Punkte, bei einem Unentschieden gab es einen Punkt und bei einer Niederlage null Punkte.

## Hauptrunde

### Gruppe Nord
|    | Klub                |
| -- | ------------------- |
| 1. | Legia Warszawa      |
| 2. | Gwardia Bydgoszcz   |
| 3. | ŁKS Łódź            |
| 4. | Budowlani Opole     |
| 5. | KS Pomorzanin Toruń |
| 6. | AZS Katowice        |

Sp = Spiele, S = Siege, U = unentschieden, N = Niederlagen, OTS = Overtime-Siege, OTN = Overtime-Niederlage, SOS = Penalty-Siege, SON = Penalty-Niederlage

### Gruppe Süd
|    | Klub              |
| -- | ----------------- |
| 1. | Górnik Janów      |
| 2. | Gwardia Katowice  |
| 3. | Spójnia Nowy Targ |
| 4. | KTH Krynica       |

Sp = Spiele, S = Siege, U = unentschieden, N = Niederlagen, OTS = Overtime-Siege, OTN = Overtime-Niederlage, SOS = Penalty-Siege, SON = Penalty-Niederlage

## Zweite Saisonphase

### Finalrunde
|    | Klub              | Sp | Tore  | Punkte |
| -- | ----------------- | -- | ----- | ------ |
| 1. | Legia Warszawa    | 3  | 21:6  | 6      |
| 2. | Gwardia Bydgoszcz | 3  | 20:10 | 4      |
| 3. | Górnik Janów      | 3  | 9:10  | 2      |
| 4. | Gwardia Katowice  | 3  | 7:31  | 0      |

Sp = Spiele, S = Siege, U = unentschieden, N = Niederlagen, OTS = Overtime-Siege, OTN = Overtime-Niederlage, SOS = Penalty-Siege, SON = Penalty-Niederlage

### Platzierungsrunde um Platz 5
|    | Klub              | Sp | Tore  | Punkte |
| -- | ----------------- | -- | ----- | ------ |
| 5. | Spójnia Nowy Targ | 3  | 17:11 | 5      |
| 6. | KTH Krynica       | 3  | 18:15 | 3      |
| 7. | ŁKS Łódź          | 3  | 12:14 | 2      |
| 8. | Budowlani Opole   | 3  | 13:20 | 2      |

Sp = Spiele, S = Siege, U = unentschieden, N = Niederlagen, OTS = Overtime-Siege, OTN = Overtime-Niederlage, SOS = Penalty-Siege, SON = Penalty-Niederlage